# Raposa
Raposa là một đô thị thuộc bang Maranhão, Brasil. Đô thị này có diện tích 64,182 km², dân số năm 2007 là 24155 người, mật độ 376,35 người/km².